# Jessie James
Jessie James, pseudonimo di Jessica Rose James Decker (Vicenza, 12 aprile 1988), è una cantante statunitense.

## Biografia
Nata in Italia e precisamente a Vicenza, ha iniziato a cantare da piccola e a circa 15 anni si è trasferita a Nashville proprio per intraprendere la carriera artistica. Dopo aver contattato L.A. Reid, ha firmato un contratto con la Mercury Records.
Nell'agosto 2009 ha pubblicato il suo primo album in studio, l'eponimo Jessie James, che ha raggiunto la posizione #23 della classifica Billboard 200.
Il singolo di lancio dell'album è stato Wanted, coscritto dalla stessa James con Mitch Allan, Kara DioGuardi e David Hodges.
Nel giugno 2013 ha sposato il giocatore di football americano Eric Decker, adottando il cognome del marito.
Nell'agosto 2014 ha pubblicato l'EP Comin' Home.
Nel febbraio 2017, dopo aver firmato per la Epic Records, fa uscire un EP di cinque tracce, seguito da un altro EP live nel mese di giugno e dal suo secondo album in studio Southern Girl City Lights, diffuso nel mese di ottobre.

## Discografia
Album studio
- 2009 - Jessie James
- 2017 - Southern Girl City Lights
- 2018 - On This Holiday

EP
- 2014 - Comin' Home
- 2015 - This Christmas
- 2017 - Gold
- 2017 - Blackbird Sessions